# Josias Braun-Blanquet

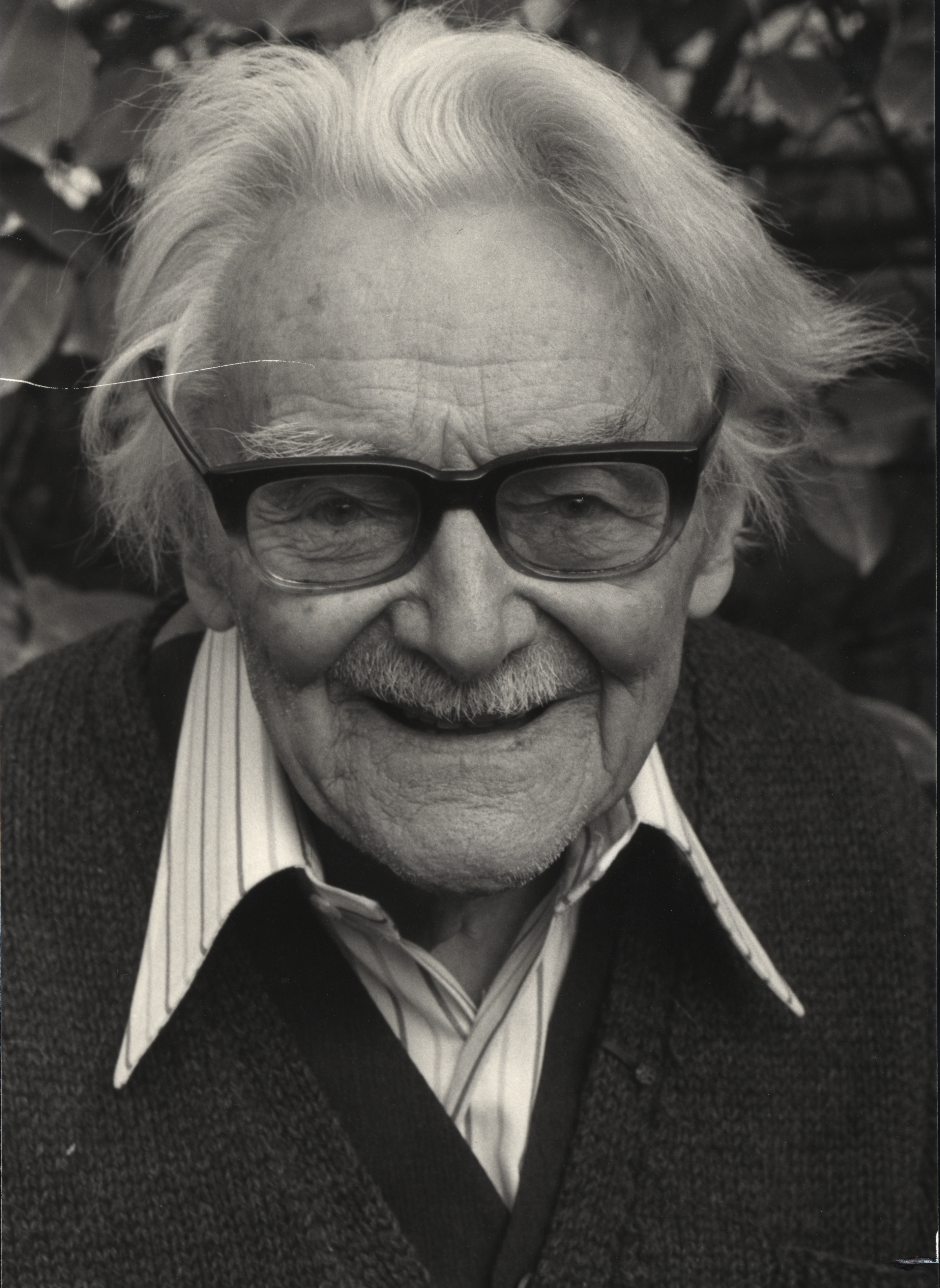
Josias Braun-Blanquet (um 1960)

Josias Braun-Blanquet, geborener Braun (* 3. August 1884 in Chur; † 20. September 1980 in Montpellier), war ein Schweizer Botaniker, der die Pflanzensoziologie zu einer eigenen Forschungsrichtung der Vegetationskunde entwickelte. Sein botanisches Autorenkürzel lautet „Braun-Blanq.“, in der Pflanzensoziologie ist auch das Kürzel „Br.-Bl.“ in Gebrauch.

## Leben und Wirken

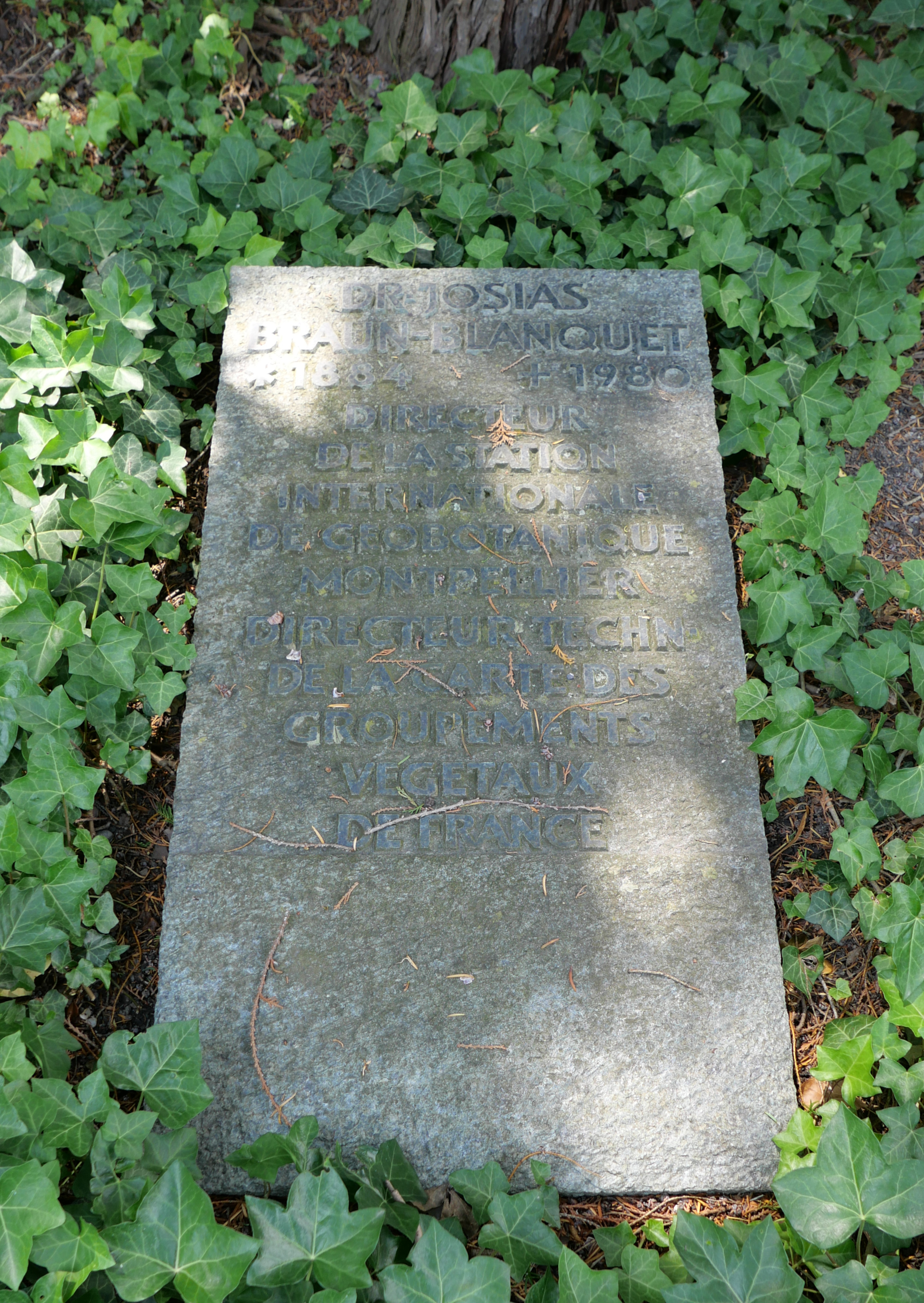
Braun-Blanquets Grab auf dem Friedhof Daleu in Chur.

Josias Braun erlernte den Kaufmannsberuf und widmete sich in seiner Freizeit der heimatlichen Pflanzenwelt. Schon früh hatte er Kontakt mit Botanikern wie Carl Schroeter, Heinrich Brockmann-Jerosch und Eduard Rübel, der ihn ab 1905 für ein Jahr als Assistent beschäftigte. Ohne Abitur konnte er mit Unterstützung von Hans Schinz zwar an der Universität Zürich studieren, aber keinen Abschluss machen.
Er wechselte aus diesem Grund nach Montpellier, wo er 1915 mit einer Arbeit über die Pflanzenwelt der südlichen Cevennen bei Charles Flahault zum Dr. sc. nat. promoviert wurde. 1923 habilitierte er sich an der Eidgenössischen Technischen Hochschule Zürich für das Fach Botanik. Seit 1926 lebte er zurückgezogen als Privatgelehrter in Montpellier. 1915 hatte er seine Studienkommilitonin Gabrielle Blanquet geheiratet. Seitdem führte er den Doppelnamen.
Mit seinen Forschungsarbeiten beeinflusste Braun-Blanquet nachhaltig die Entwicklung der Vegetationskunde in Mitteleuropa. In seinem Lehr- und Methodengebäude fasste er bestehende Ansätze zum Ordnen und Klassifizieren von Pflanzenbeständen zusammen. Leitgedanke war dabei das „Prinzip einer Systematik der Pflanzengesellschaften auf floristischer Grundlage“ mit den Schlüsselbegriffen Charakterart, Differentialart und Vegetationsaufnahme.
Braun-Blanquets Buch Pflanzensoziologie. Grundzüge der Vegetationskunde (1928, 3. Aufl. 1964) gilt als das Standardwerk der modernen Pflanzensoziologie. Die von ihm ausgearbeitete Methode der Vegetationskartierung wird bis heute mit grossem Erfolg auch für die Erforschung der Pflanzengesellschaften des Grünlandes angewendet. Braun-Blanquet begründete die Station Internationale de Géobotanique Mediterranéenne et Alpine („SIGMA“). 1974 wurde ihm die Linné-Medaille der Linnean Society of London verliehen.
Bedeutende Schüler von Braun-Blanquet waren unter anderem Erwin Aichinger, Heinz Ellenberg, Erich Oberdorfer, Reinhold Tüxen und Maks Wraber, die seine Methoden in unterschiedlichen Regionen Europas anwendeten, entwickelten und wiederum an ihre eigenen Schüler weitergaben.

## Mitgliedschaften und Ehrungen
- Officier de l’ordre Ouissam Alouite Chérifien[1]
- Chevalier de la Légion d'Honneur
- Dr. h. c. ETH Zürich
- Dr. h. c. Universität Rennes
- Dr. h. c. Universität Algier
- Dr. h. c. Universität Uppsala
- Dr. h. c. Universität für Bodenkultur Wien

Ehrenmitglied folgender Gesellschaften:
- Ostalpin-dinarische Gesellschaft für Vegetationskunde
- Società Italiana di Phytosociologia
- Sociedad Española de Ciencia del Suelo
- Deutsche Botanische Gesellschaft
- Floristisch-soziologische Arbeitsgemeinschaft (1970)
- Societas Linnaeana Londinensis
- Sociedad Argentina de Botánica
- Real Academia de Ciencias y Artes de Barcelona
- Accademia Italiana di Scienze Forestali Florenz
- Naturwissenschaftlicher Verein für Kärnten

Mitglied folgender Gesellschaften:
- Institució Catalana d’Història Natural Barcelona
- Academie Polonaise des Sciences Warschau
- Regia Academia Scientiarum Suecica

Weitere Ehrungen:
- 1971: Bündner Kulturpreis des Kantons Graubünden
- 1974: Linnean Gold Medal
- 1974: Benennung der Gattung Braunblanquetia aus der Familie der Scrophulariaceae nach Braun-Blanquet durch Ulrich Georg Eskuche.[2]
- 1977 hat der Verlag Dr. W. Junk Publishers zu seinen Ehren den Braun-Blanquet-Prize gestiftet. Der Preis wird alle zwei Jahre an einen Vegetationskundler verliehen.
- Weiter tragen einige Pflanzen seinen Namen in ihren wissenschaftlichen Bezeichnungen, beispielsweise das Stauden-Löwenmäulchen Antirrhinum braun-blanquetii.
- Braun-Blanquet wurde zum Ehrenbürger der Stadt Chur ernannt.

## Hauptwerke
- Die Vegetationsverhältnisse der Schneestufe in den Rätisch-Lepontischen Alpen. Ein Bild des Pflanzenlebens an seinen äußersten Grenzen. Schweiz. Naturforsch. Gesellschaft Zürich 1913.
- Pflanzensoziologie. Grundzüge der Vegetationskunde (= Biologische Studienbücher. Band 7). Springer-Verlag, Berlin 1928; 2., umgearbeitete und vermehrte Auflage Springer-Verlag, Wien / New York 1951; 3., neubearbeitete und wesentlich vermehrte Auflage ebenda 1964.
- Flora von Graubünden. Vorkommen, Verbreitung und ökolog.-soziolog. Verhalten der wildwachsenden Gefäßpflanzen Graubündens und seiner Grenzgebiete (gemeinsam mit Eduard Rübel). 4 Teillieferungen, Verlag Huber, Bern 1932–1935 = Veröffentlichungen des Geobotanischen Instituts Rübel Zürich Bd. 7.
- Die inneralpine Trockenvegetation. Von der Provence bis zur Steiermark. Verlag Gustav Fischer Stuttgart 1961 = Geobotanica selecta Bd. 1.
- La Végétation alpine des Pyrénées Orientales, étude de phyto-sociologie comparée (Monografías de la Estación de Estudios Pirenaicos y del Instituto Español de Edafología, Ecología y Fisiología Vegetal, 9 (Bot. 1). Consejo Superior de Investigaciones Científicas, Barcelona, 1948)
- Las comunidades vegetales de la depresión del Ebro y su dinamismo, con Oriol de Bolòs (Ayuntamiento de Zaragoza, 1987).